# Cách (ngữ pháp)
Cách hay cách thể (tiếng Latinh: casus) là một trạng thái của danh từ, tính từ, và nhất là đại từ thường thấy trong các ngôn ngữ Ấn-Âu để biểu hiện chức thể trong một câu hay đề. Ví dụ như tiếng Anh, ngôi thứ ba giống đực số ít là he và ngôi thứ ba số nhiều là they ở cách chủ tử nhưng him và them ở cách bổ tử.
Trong câu: "anh ấy thấy chúng" là he sees them nhưng khi đảo lại là "chúng thấy anh ấy" thì là they see him.
Cách thể không được thể hiện trong tiếng Việt ở từ vựng mà chỉ được hiểu thông qua cách đặt câu.
Cách thể có nhiều hình thức, tên đặt theo tiếng Latinh là:
1. Nominativus, cách chủ từ (chủ cách), ví dụ: nauta (thủy thủ) trong câu nauta ibi stat (người thủy thủ đang đứng kia)
2. Vocativus, cách xưng hô (xưng cách): nauta trong câu gratias tibi ago, nauta (ta cám ơn, này thủy thủ)
3. Accusativus, cách bổ từ trực tiếp (tân cách): nautam trong câu nautam vidi (ta thấy người thủy thủ)
4. Genetivus, cách sở hữu (sinh cách): nautae trong câu nomen nautae Claudius est (tên người thủy thủ là Claudius)
5. Dativus, cách bổ tử gián tiếp (dữ cách): nautae trong câu nautae donum dedi (ta tặng người thủy thủ một món quà)
6. Ablativus, cách bổ tử gián tiếp (ly cách): nautā trong câu sum altior nautā (ta cao hơn người thủy thủ)
7. Locativus, cách vị trí: nautae.